# Entradero
Entradero est une localité de la province de Coclé, au Panama.